# فرقة المطاردة
فرقة المطاردة مسلسل رسوم متحركة أمريكي من إنتاج شركة ديباتي-فريلينغ إنتربرايزس . تم عرض المسلسل لأول مره في 9 سبتمبر 1972 واستمر عرضه حتى 2 ديسبمر 1972 . تمت دبلجة المسلسل للعربية .

## روابط خارجية
- فرقة المطاردة على موقع IMDb (الإنجليزية)
- فرقة المطاردة على موقع كينوبويسك (الروسية)
- فرقة المطاردة على موقع قاعدة بيانات الفيلم (الإنجليزية)
- فرقة المطاردة في قاعدة بيانات الرسوم المتحركة الكبيرة